# Neurale buis

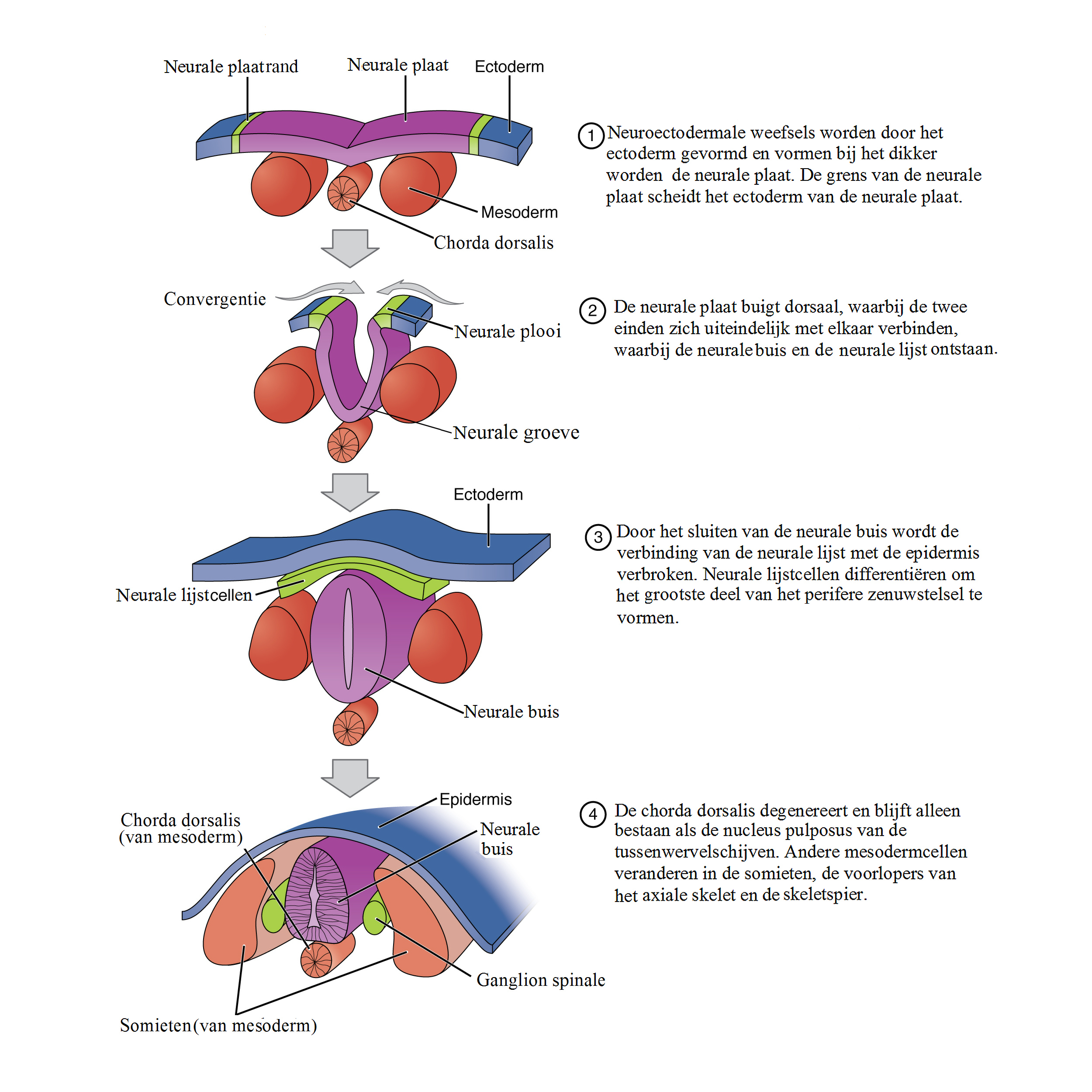
Transversale doorsneden die de ontwikkeling van de neurale plaat tot de neurale buis, neurale plooien en somieten weergeven

Neurulatie van gewervelden met gedurende de sluiting van de neurale buis de vorming van neurale lijstcellen

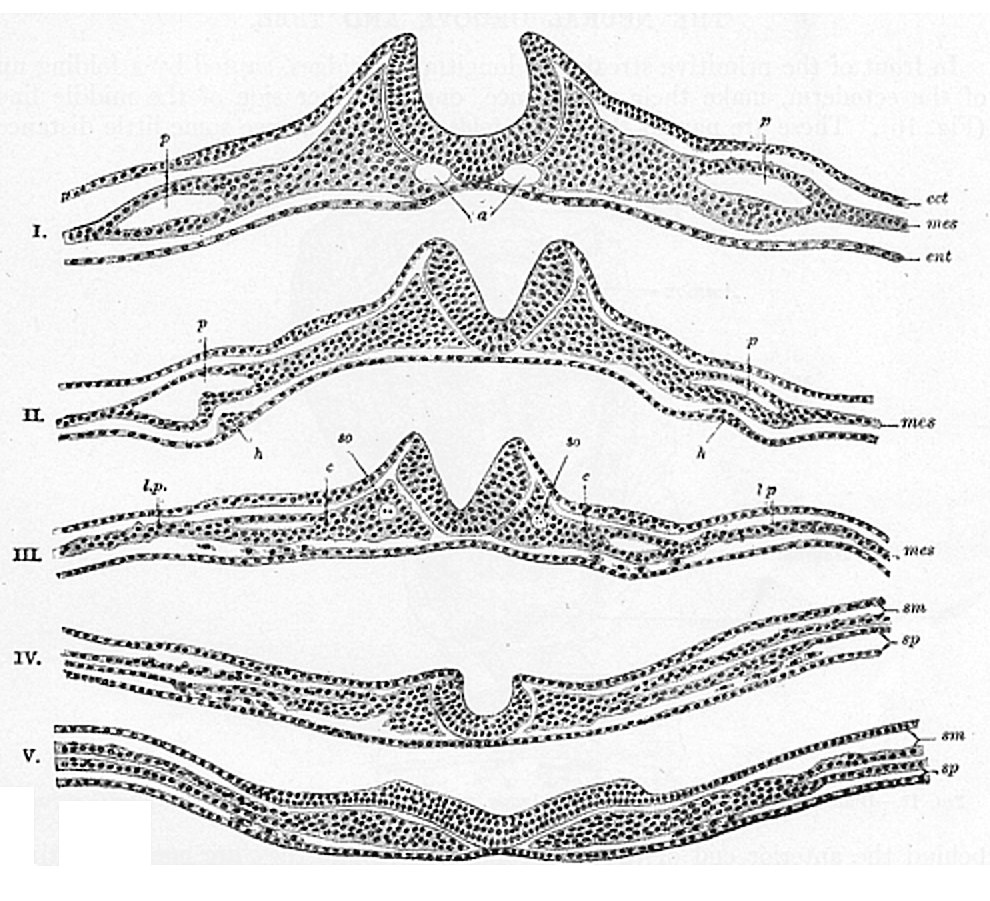
Dwarsdoorsneden van de embryonale kiemschijf. In volgorde van onder naar boven:
Opplooien van de neurale plaat met laterale neurale plooien en centrale neurale groeve (boven).

De neurale buis of tubus neuralis is een embryonale structuur bij chordadieren die zich na de gastrulatie vanuit de neurale plaat (lamina neuralis) vormt door instulping over de lengte en afsnoering zodat er onder het dorsale ectoderm een buisvormige structuur ontstaat in de lengterichting van het individu. Deze ontwikkeling begint op de 22e dag na bevruchting ter hoogte van de eerste vijf somieten en verloopt verder van craniaal naar caudaal. Rond de 24e dag sluit de neurale buis aan de craniale zijde, rond de 26e aan de caudale kant. Aan de craniale zijde ontstaan vervolgens blaasjes. Het ruggenmerg blijft een 'buis'. Uit de blaasjes ontwikkelen zich de hersenen. Het ruggenmerg samen met de hersenen is het centraal zenuwstelsel. Bij lancetvissen blijft het in zijn basisvorm bestaan en wordt het het (centrale) zenuwstelsel. De larven van salpen hebben ook een neurale buis, maar deze is in hun ontogenetische ontwikkeling weer verkleind.
Het lumen van de neurale buis wordt later vloeistofdragende holtes: het centrale kanaal van het ruggenmerg en het ventriculaire systeem van de hersenen met het aquaduct van Sylvius. Samen vertegenwoordigen ze de interne hersenvochtruimte.

## Instulpingsproces
Het proces waarin de vlakke neurale plaat zich tot een cilindrische neurale buis plooit, wordt primaire neurulatie genoemd. Als gevolg van veranderingen in de celvorm vormt de neurale plaat het mediale scharnierpunt (MHP). Doordat de epidermis groeit, oefent deze druk uit op dit MHP en zorgt ervoor dat de neurale plaat zich opplooit, wat resulteert in neurale plooien en de vorming van de neurale groeve. De neurale plooien vormen dorsolaterale scharnierpunten (DLHP) en druk op zo’n scharnierpunt zorgt ervoor dat de neurale plooien elkaar raken en op de middellijn samensmelten. Deze fusie vereist regulering door celadhesiemoleculen. Bovendien schakelt de neurale plaat over van E-cadherine-expressie naar N-cadherine- en N-CAM-expressie, zodat haar cellen elkaar kunnen herkennen als behorend tot hetzelfde weefsel en vervolgens de buis zullen sluiten. Deze verandering verbreekt ook de binding tussen de neurale buis (met N-cadherine) en de uit het ectoderm van de neurale plaat ontstane epidermis (waarvan de cellen E-cadherine bevatten).
De chorda dorsalis speelt een integrale rol in de vorming van de neurale buis. Al tijdens de migratie van epiblastische endodermcellen naar het hypoblastische endoderm – voorafgaand aan de neurulatie – resulteert het (noto)chordale proces in een boog (de chordale plaat) en hecht zich aan het bovenliggend neuroepithelium van de neurale plaat. De chordale plaat fungeert dan als een anker voor de neurale plaat en duwt de twee randen van de plaat omhoog, terwijl zij het middengedeelte vasthoudt. Sommige van de notochordale cellen worden geïncorporeerd in het middengedeelte van de neurale plaat, om later de vloerplaat van de neurale buis te vormen. De chordale plaat scheidt zich af en vormt de dichte chorda dorsalis.
Het plooiingsproces om van de neurale buis een concrete buis te vormen vindt niet in één keer plaats. Het begint op het niveau van de vierde somiet in het zogenaamde Carnegie-stadium-9 (bij mensen rond de 20e embryonale dag). De laterale randen van de neurale plaat raken elkaar bij de middellijn en smelten samen. Dit gebeurt zowel craniaal (richting het hoofd) als caudaal (richting de staart). De openingen die worden gevormd in de schedel- en staartgebieden worden de neuroporus anterior en neuroporus posterior genoemd. In menselijke embryo's sluit de neuroporus anterior rond dag 24 en de neuroporus posterior op dag 28. Het mislukken van de sluiting van de neuroporus anterior en de neuroporus posterior resulteert in aandoeningen die, respectievelijk, anencefalie en spina bifida heten. Bovendien leidt het over de hele lengte van het lichaam uitblijven van sluiting van de neurale buis tot de aandoening rachischisis (Grieks: "rhachis - ῥάχις" - ruggenmerg, en "schisis - σχίσις" - spleet/splitsing).

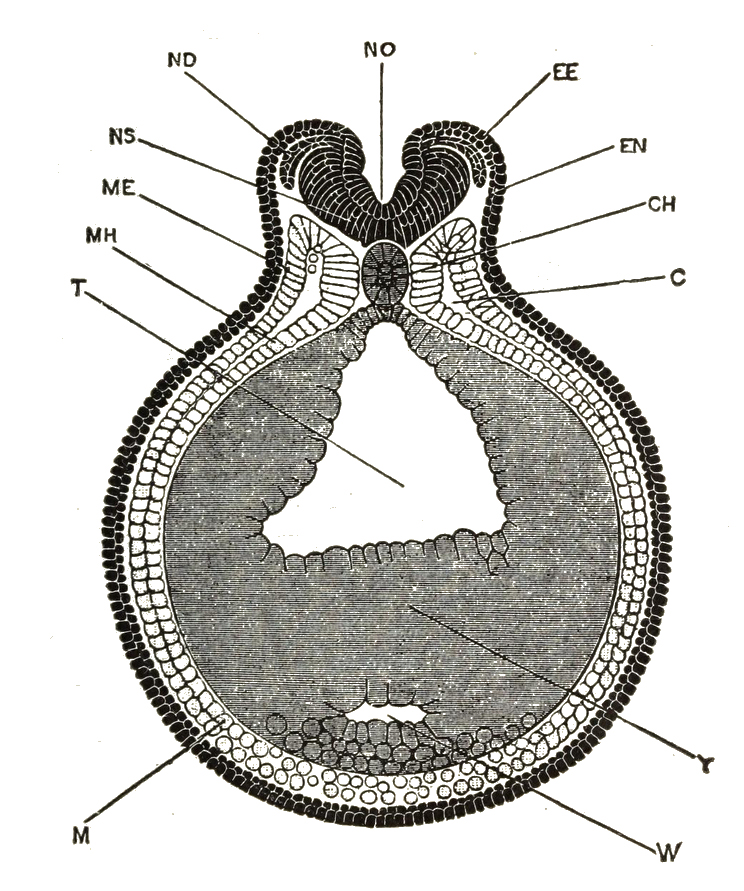
C, coeloom of lichaamsholte; OH, chorda dorsalis; EE, epidermische laag van ectoderm; NL, zenuwlaag van ectoderm; M, mesoderm; ME, buitenste of somatische mesoderm; MH, binnenste of splanchnischmesoderm; NEE, neurale groeve; ND, dorsale wortel van spinale zenuw; NS, ruggenmerg; T, archenteron; W, lever divertikel (uitstulping); Y, dooierzak.
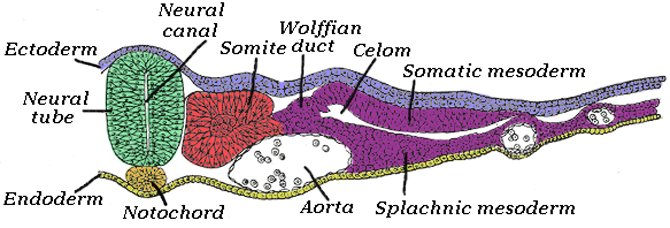
Dwarsdoorsnede van een kippenembryo met een incubatietijd van vijfenveertig uur. - Axiaal mesoderm: geel, ter hoogte van chorda dorsalis. - Paraxiaal mesoderm : rood, bij somiet. - Tussenmesoderm: paars, nabij ductus Wolff. - Mesoderma laminae lateralis: paars, onderverdeeld in "Somatisch mesoderm" en "Splanchisch mesoderm".

- Dwarsdoorsnede van een kippenembryo met een incubatietijd van vijfenveertig uur.
* Axiaal mesoderm: geel, ter hoogte van chorda dorsalis.
* Paraxiaal mesoderm : rood, bij somiet.
* Tussenmesoderm: paars, nabij ductus Wolff.
* Mesoderma laminae lateralis: paars , onderverdeeld in "Somatisch mesoderm" en "Splanchisch mesoderm".
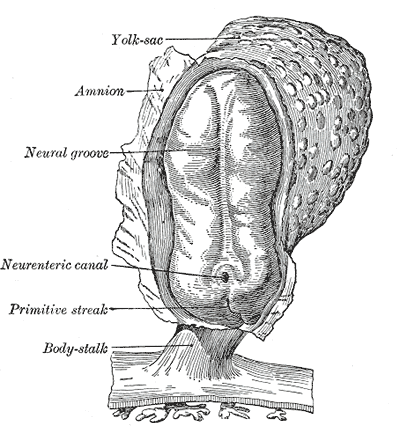
Fig.2 Een menselijk embryo, lengte 2 mm. (Ongeveer 21 dagen vanaf de bevruchting). Dorsaal (op de rug gezien), met opengewerkt amnion (Henry Gray, 1918).
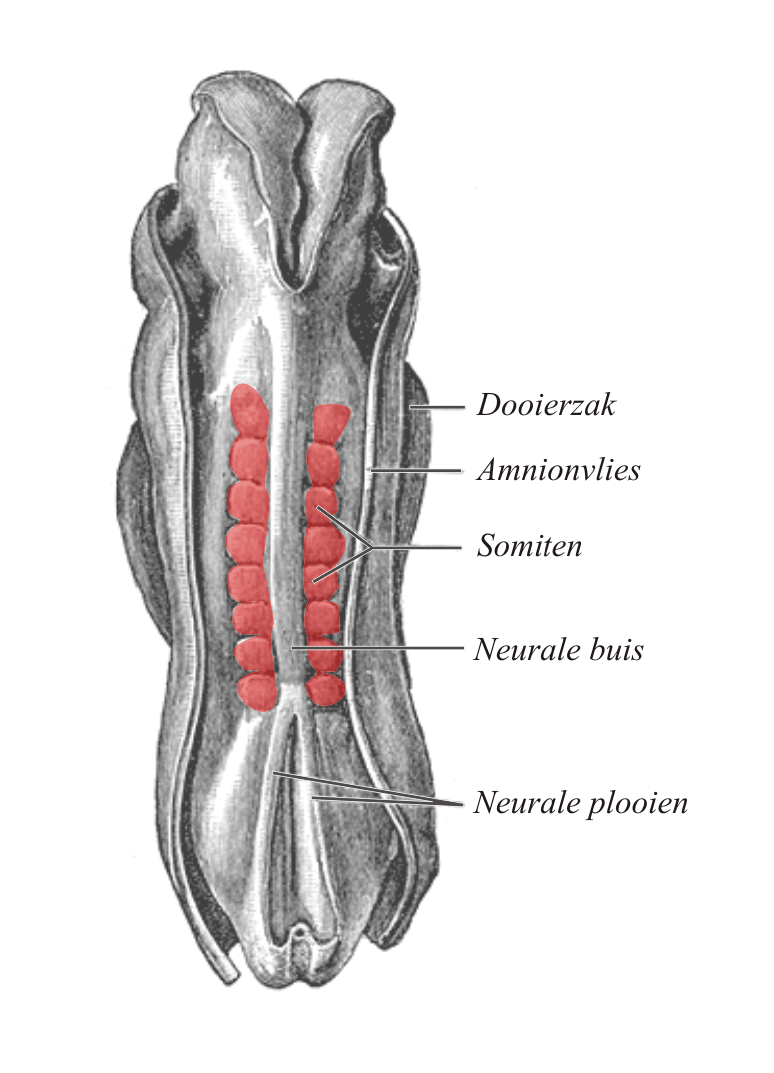
Fig.3 Embryonale somieten (aangegeven in rood). Stadium met 8–10 somieten, tegen het einde van de vierde embryonale week bij de mens.
De dak- of alarplaat en basale of vloerplaat van de hersenblaasjes.
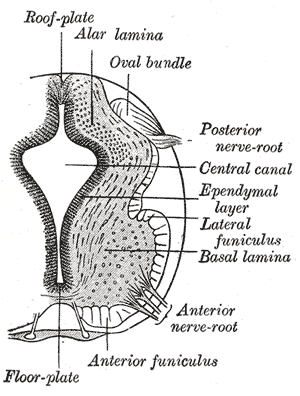
Ongeveer vier en een halve week na de bevruchting.
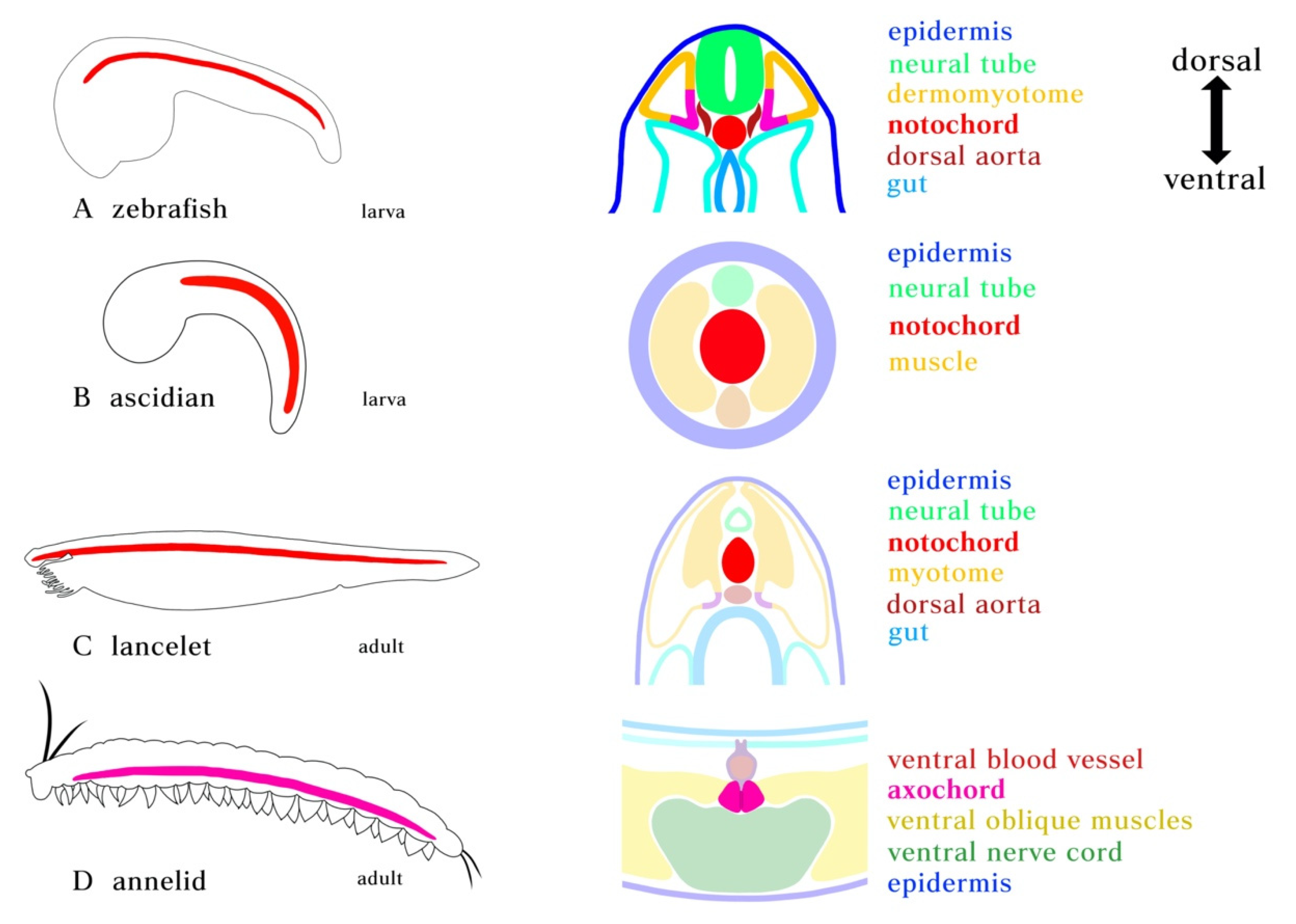
Verschillen tussen Bilateria
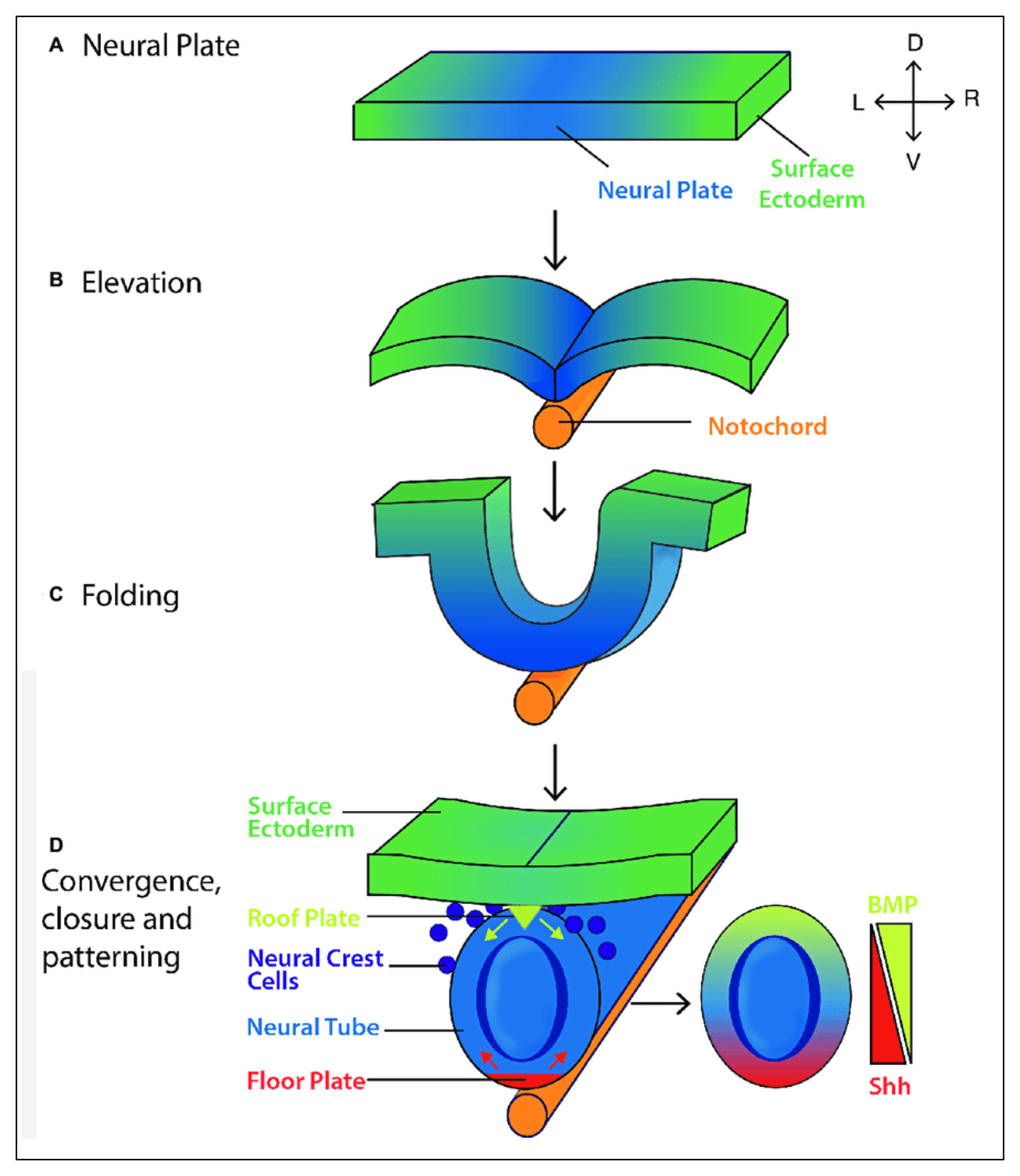
Neurale buisvorming bij een embryo van de muis met dak- en vloerplaat